# Teatre de Santiago Rusiñol

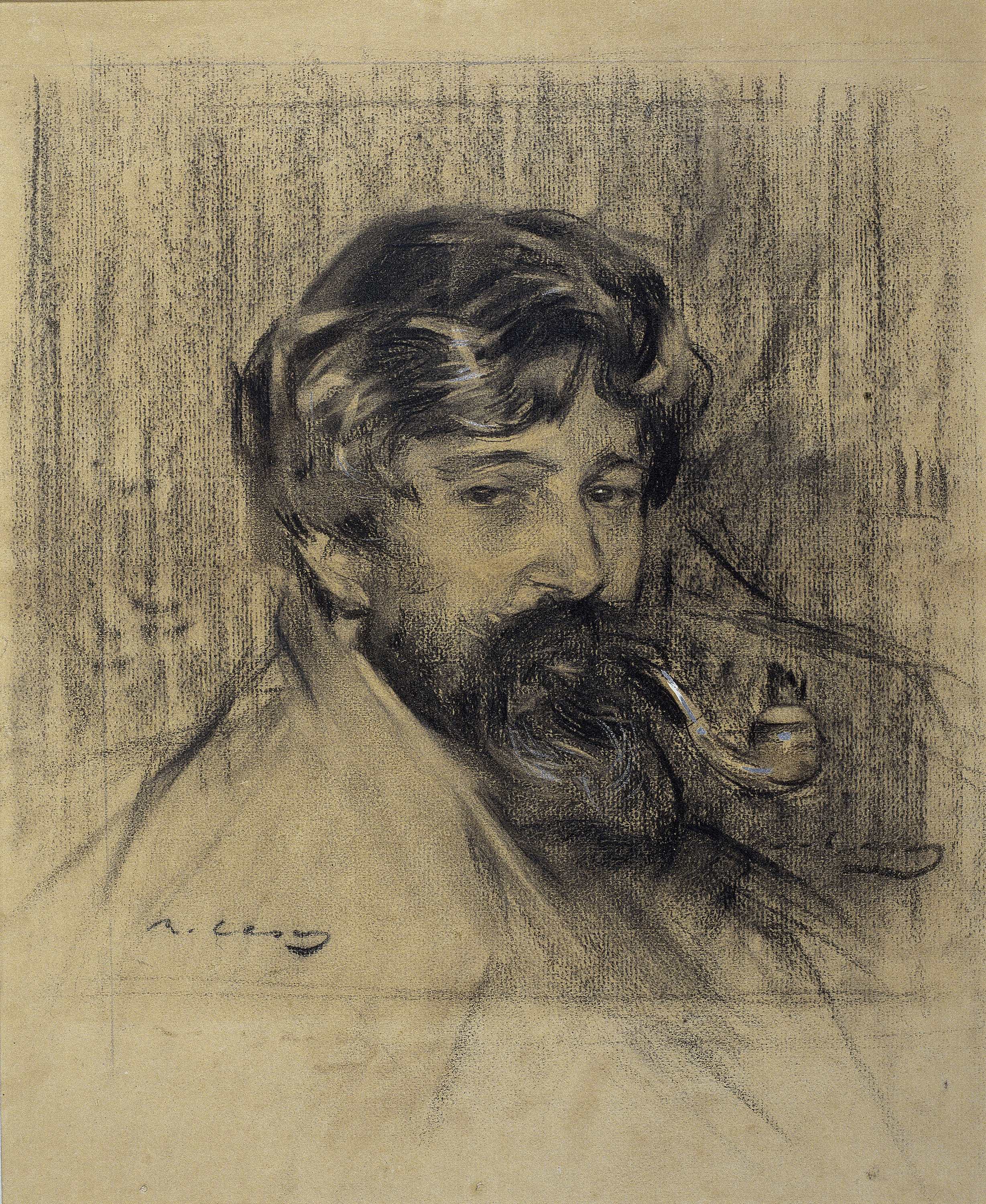
Santiago Rusiñol retratat per Ramon Casas

El teatre de Santiago Rusiñol (Barcelona, 1861 - Aranjuez, 1931) és una part cabdal de la creació literària de l'autor. Rusiñol va ser un dels màxims exponents de la bohèmia modernista catalana. Com a dramaturg va contribuir a la construcció de la cultura catalana de la modernitat gràcies a la mirada crítica i distanciada que proporciona sobre la societat coetània i a la construcció de la imatge de l'artista modern, de la qual ell és paradigma. De fet, Rusiñol es pot considerar com el gran renovador teatral en tant que introductor de les novetats parisenques per superar la concepció que es tenia del teatre a Catalunya, on les obres no havien aconseguit anar més enllà del costumisme més localista i on el teatre era vist com un mer entreteniment i espai de trobada per fomentar les relacions socials. Rusiñol va treballar totes les formes teatrals: monòlegs, teatre líric, drama, melodrames, sainets, teatre de titelles i vodevils, i va passar per diverses etapes fins que es va consagrar definitivament com un mite de l'escena catalana.

## L'entrada al món del teatre: primers monòlegs

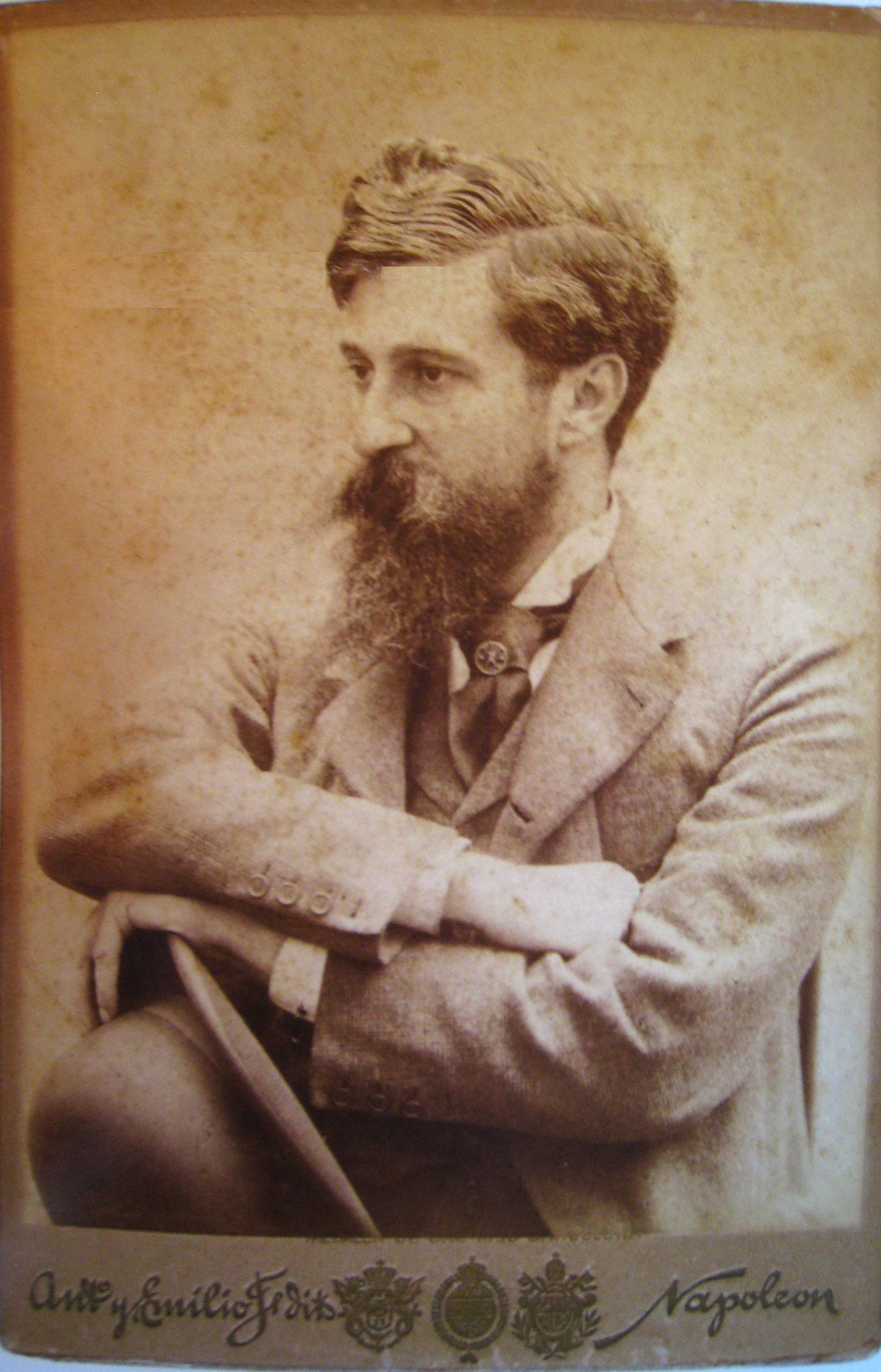
Santiago Rusiñol i Prats

Santiago Rusiñol fou un aficionat al teatre i a l'òpera des de ben jove. Es va iniciar com a actor en tallers, cases particulars i balnearis, que freqüentava sovint i on se celebraven espectacles teatrals en els moments d'oci. Precisament Rusiñol va conèixer la seva esposa, Lluïsa Denís, en una vetllada teatral on ambdós interpretaven els papers protagonistes de l'obra Cinc minuts fora del món, d'Eduard Aulés i Garriga. Aquesta faceta d'actor la va mantenir tota la vida, i hi ha nombroses anècdotes que narren l'afició de Rusiñol a les disfresses i la interpretació de petits papers en tertúlies íntimes amb amics.
Els inicis de Rusiñol com a dramaturg se situen als anys 90 del segle xix, en un moment en què el teatre català es trobava en una etapa de transició. Els autors que havien dominat bona part del segle, com Frederic Soler i Hubert Pitarra o Eduard Vidal i de Valenciano havien desaparegut, i a Catalunya començaven a arribar influències d'origen europeu, realistes i simbolistes, inspirades per autors com el noruec Henrik Ibsen o el belga Maurice Maeterlinck.
Les primeres obres teatrals de Rusiñol foren concebudes quan s'estava a París, on va tenir l'oportunitat de conèixer les darreres tendències artístiques dramàtiques i assistir amb freqüència al teatre. Rusiñol es va iniciar en el món del teatre tot escrivint monòlegs, peces breus d'un sol acte i interpretades per un sol actor.
La primera d'aquestes obres va ser L'home de l'orgue, estrenada al Teatre Novedades l'any 1890 i publicada poc després a L'Avenç. L'obra estava dirigida pel crític Josep Yxart, i la va protagonitzar Lleó Fontova i Mareca, un actor consolidat i conegut per ésser un dels fundadors de la companyia teatral La Gata, junt amb Frederic Soler i Joaquim Dimas i Graells. L'obra girava al voltant d'un rodamón que perdia, en uns quants cops de tisora, la seva principal font d'ingressos: la barba i una llarga cabellera blanca que l'havien convertit en un model sol·licitat. Malgrat el rerefons amarg de la peça, caricatura de la misèria humana, el públic la va interpretar en clau humorística i va tenir gran èxit, romanent set dies consecutius a la cartellera.
Altres monòlegs de característiques similars, també publicats en aquell moment, no van tenir tant èxit: El sarau de la Llotja, El bon caçador i Els planys d'en Joan Garí. Hereves de la tradició pitarresca, aquestes peces breus es caracteritzaven pels acudits, la caricaturització dels personatges, l'ús de dobles sentits, jocs de paraules, la confusió entre el sentit literal i el figurat i, especialment, per l'ús del català que es parla, amb l'ús de termes barroers amb la finalitat d'épater la bourgeoisie.
Així doncs, a partir d'aquest moment, la figura del burgès es convertirà en omnipresent en l'obra de Rusiñol, i arribarà al punt culminant amb la seva obra mestra, L'auca del senyor Esteve. Per a Rusiñol, el burgès es caracteritzava per ser un home de poca cultura, preocupat pels negocis per sobre de qualsevol altra qüestió, que juga a la borsa —mecanisme regulador de la nova societat burgesa, que ell anomenarà "gent de bé"— i absolutament pendent del "què diran".
Aquests primers monòlegs foren prefiguracions del seu teatre posterior, a més d'una primera mostra del seu interès per la realitat social, que mai abandonarà la seva obra.

## Teatre nou: l'estrena deLa Intrusa
A finals del segle xix s'havia posat de moda un corrent simbolista i decadentista, que havia substituït el realisme i el naturalisme previs. Aquest corrent es caracteritzava, entre altres aspectes, per la supremacia de la idea i la sensació sobre la realitat, i per la consideració de l'art com una manera de viure, com una ètica propugnada per l'artista, que esdevé un sacerdot de l'art.
Rusiñol, que visqué l'explosió del simbolisme quan s'estava a París, va introduir aquest corrent a Catalunya mitjançant l'organització de l'estrena de L'intrusa de Maurice Maeterlinck a la segona festa modernista de Sitges, l'any 1893. L'escenografia de l'obra, el tema de la qual girava al voltant de la mort, anà a càrrec del mateix Rusiñol, qui s'encarregà també del memorable discurs de presentació. L'obra fou traduïda al català per Pompeu Fabra, i la dirigí Raimon Casellas. Els actors, entre els que es comptaven els mateixos Rusiñol i Casellas, eren amateurs i, per tant, "verges de la influència nefasta de la declamació grandiloqüent i artificiosa que caracteritzava les companyies professionals i que era absolutament incompatible amb el to contingut que reclamava el drama maeterlinckià." Al seu torn, es va dignificar l'espectacle mitjançant la prohibició de l'ús de barrets durant la representació, la imposició del silenci —que permetia reduir considerablement el volum de la veu dels intèrprets— i l'apagat de les llums.
L'obra, carta de presentació dels modernistes, fou interpretada en una única ocasió per a un grup d'iniciats que es van convertir en impulsors i testimonis de la nova revolució teatral a Catalunya. Després de l'estrena, Rusiñol va esdevenir el líder d'un nou moviment, el modernisme, un terme emprat per primer cop pels mateixos modernistes amb la intenció de manifestar que més enllà de preferències estètiques i inclinacions ideològiques, es mostraven units en el propòsit de modernitzar la cultura i la societat catalana, retrògrada i localista, especialment si s'acarava amb la cultura de la resta d'Europa, molt més desenvolupada.
Rusiñol va personificar el paradigma de l'artista decadent, consagrat a la religió de l'art, que entendrà com una manera de viure i que tindrà com a espai de culte la seva casa-taller de Sitges, el Cau Ferrat. Allà s'hi reunien, com si es tractés de feligresos, el grup de modernistes de L'Avenç (Raimon Casellas, Joan Maragall, Jaume Brossa, Joan Cortada, Jaume Massó i Torrents i Pompeu Fabra, entre altres), i envoltaven al mestre, l'artista sincer encarregat de renovar l'esperit debilitat de l'art modern català. A partir d'aquell moment, Rusiñol va començar a prendre's molt seriosament la seva faceta literària que, tot seguint els preceptes del simbolisme i el wagnerianisme, quedava totalment integrada en la concepció totalitzadora del fet artístic que caracteritzarà el modernisme.
Malgrat que entre 1893 i 1898 Rusiñol no va escriure textos pròpiament teatrals, la seva producció d'aquells anys, recollida posteriorment en Anant pel món (1896) —llibre que recull poemes en prosa i altres textos on es perfila el model d'artista modern a imatge i semblança de Rusiñol, a més de la seva concepció i reflexions sobre la societat moderna— i Fulls de la vida (1898), una recopilació de narracions breus de tipus decadentista que inspiraren la producció de l'obra dramàtica posterior de l'autor, proporcionà arguments, durant molts anys, al teatre rusiñolià, que sempre es caracteritzà per tractar el tema de la situació i el sentit de l'artista dins la societat burgesa moderna, amb uns clars tints autobiogràfics que convidaren a la confusió entre la seva vida pública i privada.

## L'etapa simbolista

### L'alegria que passa(1897)

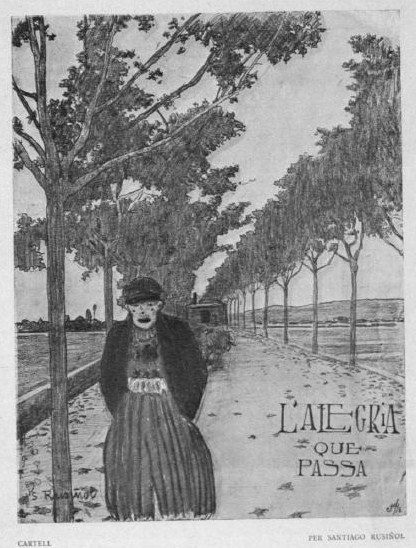
Cartell de L'alegria que passa (1898)

Després de l'estrena de L'Intrusa, el teatre modernista encapçalat per Rusiñol va mantenir cada cop més relació amb la causa catalanista. Un exemple d'aquest fet és la festa modernista de 1984, on es van intentar modernitzar els Jocs Florals i els certàmens literaris, i el Cau Ferrat va començar a ser vist com la meca del regeneracionisme catalanista. Un altre exemple de gran envergadura va ser l'intent de crear una tradició de teatre líric català, que es va materialitzar amb l'estrena de l'òpera La Fada, amb llibret de Jaume Massó i Torrents i música d'Enric Morera, que va gaudir de gran èxit entre el públic catalanista.
El mateix Rusiñol va aportar molt al teatre líric amb la seva primera peça llarga, que és alhora una de les seves creacions més destacades, L'alegria que passa, una obra d'un acte, escrita l'any 1897. Aquesta obra ja era plenament simbolista en la línia més decadentista, i responia al concepte modernista de l'obra d'art total en tant que integrava diferents llenguatges artístics (pintura, música i poesia) en una sola creació.
L'argument gira al voltant de la temàtica recurrent de Rusiñol, «la irreversible marginalitat de l'artista en el si de la societat burgesa moderna, un cop s'ha servit d'ell i de la seva obra com a bàlsam i consol de l'esperit modern, malalt de progrés i desproveït de qualsevol esperança de redempció». La trama s'esdevé en un poble on mai passa res, on de sobte arriba un grup ambulant d'artistes de circ, que s'hi atura durant un breu instant i desperta a la població. L'ambient tediós i pesat està suggerit per la gran riquesa d'adjectius així com per la melodia del text. La societat burgesa està simbolitzada pel poble i els seus habitants; i l'artista, pel carro de la bohèmia, on Rusiñol mateix es retrata en la figura del "clown" que toca el tambor de l'alegria. És a dir, prosa i immobilisme es contraposen a la poesia i la llibertat. No obstant això, la societat no serà capaç d'entendre el valor de la poesia i la deixarà marxar, condemnant-se a si mateix a la tristesa i el tedi eterns.
Amb aquesta obra Rusiñol realitza un atac directe contra una burgesia que, tal com indica Joan Lluís Marfany, "no era suficientment burgesa, és a dir, suficientment moderna per a concedir a l'art i a l'artista el tracte de privilegi que es mereixien per la seva funció social […]". D'altra banda, aquesta obra de Rusiñol connectava amb un públic més ampli, tot introduint —a més dels elements pròpiament simbolistes i decadentistes— algunes de les característiques de la tradició dramàtica autòctona de caràcter costumista. Així, l'obra es podia llegir tant en clau simbolista com costumista, fet que fou assumit per la crítica com un aspecte positiu i van convertir l'obra en un model per a la regeneració de l'escena catalana, considerada per Rusiñol com un imperatiu patriòtic.
No obstant això, l'obra no es va estrenar fins dos anys després, el 1899, de la mà de la companyia Teatre Íntim d'Adrià Gual al Teatre Líric, com que aleshores es veia com a una proposta massa arriscada comercialment. Posteriorment, l'obra es va interpretar a la cinquena Festa Modernista de Sitges, junt amb l'estrena de La reina del cor d'Ignasi Iglésias, amb il·lustracions musicals d'Enric Morera, i de Els lladres, també d'Iglésias. També es van interpretar Els segadors i un concert de Joaquim Nin.
La importància d'aquesta obra és fonamental, ja que en ella Rusiñol s'erigeix com l'estendard de la renovació de l'escena catalana, apropant el teatre català a la modernitat que anhelava.

### El jardí abandonat(1900)
El mateix tema de  L'alegria que passa, és a dir, l'etern conflicte entre l'artista i la societat, la poesia i la prosa, i l'espiritualisme i el materialisme, serà tractat en El jardí abandonat (1900).
Aquesta obra, la més genuïnament simbolista de Santiago Rusiñol, és una peça lírica en la qual el jardí representaria aquest món poètic ideal, aquest paradís immaterial i atemporal de l'artista, que es veu amenaçat pel món quotidià, la prosa, la societat consumista i mancada d'esperit.
Els personatges han de llegir-se en clau simbòlica. L'essència de la poesia estaria personificada per les tres protagonistes femenines de l'obra: la Marquesa, la seva neta Aurora i la cambrera Gertrudis. Sobretot Aurora, que es casa simbòlicament amb el jardí, en haver rebutjat els seus pretendents. Un d'ells és Lluís, un jove prometedor que personifica el progrés i que vol obrir les portes al món a Aurora. Aquesta, en acomiadar-se d'ell, li regalarà una flor, que simbolitza el diàleg entre tots dos mons, ja que el món modern necessita la poesia com a bàlsam i consol. El mateix ocorre amb l'altre protagonista masculí, Ernest, que ve a ser l'àlter ego de Rusiñol, atès que és un artista vital i intel·lectual lligat al món de la prosa que haurà de renunciar a la dona-poesia, però que se'n consolarà sabent que existeix.
Amb aquesta obra, per tant, Rusiñol mostra una conciliació entre la prosa i la poesia. El caràcter místic i màgic del jardí es veu accentuat pel cor de fades que obre i tanca l'obra, i l'estètica decadentista s'observa, entre altres aspectes, en la creació dels esmentats personatges i en la inclusió d'alguns episodis explicats des d'una perspectiva refinada i malaltissa, molt del gust maeterlinckià, a més d'en la concepció del jardí com un cementiri per l' atmosfera silenciosa i crepuscular i l'aspecte de ruïna i abandó.
El llibret de l'obra es va publicar primerament a L'Avenç i poc després es va dur a terme la primera lectura pública per Adrià Gual a la Sala Parés, en el marc d'una exposició de Ramon Casas (1866-1932), que aleshores ja era el pintor favorit de la burgesia, amb decorat i música de Joan Gai (1867-1926). La lectura va tenir un èxit total de públic, la qual cosa demostra que a poc a poc s'havia aconseguit afermar el reconeixement de l'artista modern. No obstant això, per motius poc clars, l'obra no va arribar a estrenar-se fins molts anys després, el 1926, quan la figura de Rusiñol havia aconseguit l'estatus de mite vivent.

### Cigales i formigues(1900)
L'obra  Cigales i formigues, a diferència de  El jardí abandonat, sí que fou estrenada dins la campanya del Teatre Líric Català. Ambientada a l'edat mitjana, en aquest cas la dualitat artista i societat està simbolitzada per insectes: el paper de l'artista estava representat per les cigales i les avorrides formigues simbolitzaven la societat buida d'esperit.
Les cigales, encapçalades per L'Ermità, es troben al cim de la muntanya i es dediquen a cantar i dialogar, consagrant la seva vida al culte a la bellesa/divinitat, mentre que les formigues, habitants del pla, encapçalades per En Vianda, duen a terme ocupacions físicament més productives, però, segons la visió que ens dona l'obra, menyspreables. En un moment determinat, les formigues, que habitualment rebutgen les cigales, a les quals consideren mandroses i improductives, les necessiten i recorren a elles. Pugen en processó al cim de la muntanya i a l'ermita troben el bàlsam que necessiten gràcies a l'oració que el sacerdot de l'art dedica a la poesia, mitjançant la qual entren en contacte momentàniament el món de la matèria i l'esperit. La situació conflictiva que havia originat aquesta necessitat se soluciona i cadascun torna al seu territori i a les seves tasques.
No obstant això, queda demostrada la superioritat dels artistes, servidors de la poesia, enfront de l'actitud vulgar i mesquina de la resta de la gent.
En comparació a  L'alegria que passa i El jardí abandonat, Cigales i formigues compta amb l'element distorsionador de l'humor de tradició costumista vuitcentista. Santiago Rusiñol havia emprat aquest element en les seves primeres incursions en el teatre amb els monòlegs, però ho havia anat abandonant a mesura que la seva producció literària s'adaptava a les noves circumstàncies que requerien un to culte i refinat. En aquesta obra ho recupera amb els personatges estereotipats que protagonitzen l'obra, i que tenen noms tan significatius com a En Planys, El Trist, En Vida i El Cego, en el cas dels poetes, mentre que els habitants de la plana tenen noms que remeten directament a la despersonalització de la massa: L'Hereu, La Pubilla, En Vianda, En Capficat. Així, la presència de la paròdia, juntament amb el marcat esquematisme i caràcter didàctic converteix a Cigales i formigues gairebé en un text programàtic del modernisme, esclataran des de dins el codi simbolista.
En definitiva, aquestes tres obres de Santiago Rusiñol «marcaven l'entrada de ple del teatre català als plantejaments moderns i revolucionaris del teatre simbolista en el qual l'observació de la realitat no és una fi ni molt menys, sinó un pretext o un mitjà perquè el símbol vagi a influir en la multitud».

## L'etapa de compromís social
La primera dècada del segle XX és d'una activitat frenètica per Rusiñol en el camp teatral, i marca la seva entrada al món del teatre professional català. Va escriure nombroses obres, algunes de les quals les va donar a conèixer en lectura pública en Mallorca, on passava llargues temporades:  Llibertat! (1901),  Els Jocs Florals de Canprosa (1902),  El poble gris (1902),  El malalt crònic (1902),  El pati blau (1903),  La feminista (1903),  El prestidigitador (1903),  L'heroi (1903) i  El místic (1904).
En elles Rusiñol canvia de registre i comença a allunyar-se del simbolisme i a adquirir, com assenyala Margarida Casacuberta, "un discurs més humorístic, costumista, paròdic i amb abundants concessions al sentimentalisme”. Cada vegada més es dirigirà al gran públic, deixant de costat l'elitisme de l'etapa prèvia. Continuava sent, no obstant això, un observador de la realitat des d'una posició crítica i distanciada, i sobretot personal, atès que Rusiñol no estava vinculat a cap grup polític o cultural ni volia estar-ho, ja que només es devia al seu art. No obstant això no va poder evitar que els crítics atorguessin a les seves obres una lectura ideològica.

### Llibertat!(1901)
La primera obra que l'apropa a un teatre de masses, amb una tendència més social és Llibertat, comèdia en tres actes estrenada, primerament en versió italiana, al Teatre Novetats per la companyia Vitaliani el 21 d'agost de 1901. Després es va estrenar en versió original al Teatre Romea, a l'octubre. No obstant això, prèviament havia realitzat una lectura pública al Cercle de Belles arts de València i també a Mallorca, a la tertúlia del poeta i polític Joan Alcover (1854-1926).
L'argument de l'obra gira al voltant del retorn d'un indiano a la seva terra natal. Arriba acompanyat d'un nen negre que es diu Jaumet, que la població acull presumint de la seva suposada tolerància, encara que també és objecte de curiositat pel seu exotisme. Mentre Jaumet és un nen inofensiu, el poble s'omple de paraules com fraternitat, progrés i llibertat, però a mesura que es fa gran i li sorgeixen inquietuds i sentiments propis de l'edat, comença a ser vist com una amenaça i el poble comença a desconfiar d'ell i fa impossible seva integració. L'obra, que s'avança enormement al seu temps, no deixa de ser una crítica de la hipocresia i ignorància d'una societat materialista que fa gala de la seva obertura quan en realitat és racista, hostil i tancada. Rusiñol dota a la trama d'àmplies dosis d'humor i sarcasme, convertint la història en una paròdia de gènere, una crítica a la societat i els seus prejudicis.
En un moment en el qual s'estava gestant la idea de la construcció d'una Catalunya forta i poderosa que es disputaven catalanistes i republicans, la Lliga Regionalista, i el periòdic que la representava, La Veu de Catalunya, es van apropiar de l'obra de Santiago Rusiñol tot interpretant-la a la seva manera. En canvi, va rebre el rebuig per part dels sectors liberals i republicans.

### Els jocs florals de Canprosa(1902)
Poc després, el 1902, Santiago Rusiñol va escriure la següent comèdia, Els jocs florals de Canprosa, on parodiava la proliferació dels certàmens de poesia i el funcionament d'aquests jocs, ja que, essent una festa destinada a les lletres, s'havia convertit en una festa al servei de la política. L'obra gira entorn d'un triangle amorós format per Tonet, Maria i Ramon. Tonet, el “rimador de pacotilla”, simbolitza a la falsa i banal poesia enfront de Ramon, el veritable poeta, capaç de commoure al lector i penetrar en la seva ànima.
Rusiñol planteja novament el tema de l'artista que no encaixa en la societat en aquesta obra que ens recorda a les gatades pitarresques. L'obra va ser fortament criticada pels sectors del catalanisme conservador per considerar-la com un atac a aquesta institució de la catalanitat, i en canvi molt ben rebuda per l'oposició, que va aprofitar per emprar-la com una arma contra un catalanisme que consideraven fanàtic i retrògrad. Així, a partir d'aquest moment, Rusiñol va començar a ser molt mal vist als ambients catalanistes.
Un sorprès Rusiñol va viure tots aquests esdeveniments des de Mallorca, on havia llegit la seva obra a la tertúlia de Joan Alcover, que havia estat rebuda com el que era: una paròdia sense una altra intenció que la de fer riure. Aquesta perplexitat davant les reaccions per la seva obra la va plasmar al pròleg de la seva edició, on va manifestar que la seva intenció no havia estat mai la de criticar a l'estimada poesia de la seva terra, sinó la politització de la mateixa i de la festa, els Jocs Florals. Amb això, Rusiñol es desmarcava dels grups que havien utilitzat la seva obra amb finalitats polítiques. Com hem assenyalat, Santiago Rusiñol no manifestava inclinacions polítiques i en les seves obres precisament criticava l'estretor d'uns i uns altres bàndols.
Posteriorment va publicar altres obres que es van veure afectades per les seqüeles de les butllofes que havia aixecat amb Els jocs florals de Canprosa. Aquestes obres eren El poble gris, El malalt crònic, El pati blau i els monòlegs El prestidigitador i El feminisme.

### El malalt crònic(1902)
El malalt crònic, comèdia d'embolic en un acte, la va escriure des de Mallorca, i és l'adaptació d'una obra narrativa breu, igual que  Llibertat!.
L'obra és una sàtira del comportament humà amb una intenció moral, que pretén incitar a la reflexió a través del riure, fugint del transcendentalisme. L'escenari de l'obra és un balneari, o “casa de salut” on està el malalt crònic, de la qual acabarà sent expulsat. L'instrument del qual es val per provocar la riallada és el llenguatge: els dobles sentits, les frases fetes, els despropòsits i els acudits. Així, la gràcia residia en l'absurd del text: “el súmmum d'una casa de salut, entesa en sentit literal, és que vagi a parar allà un malalt crònic; el súmmum d'una casa de salut, en sentit figurat és que sigui el malalt l'únic que no té cabuda”.
La crítica també la va rebre malament, mostrant-se indignada per la falta de tacte amb què es tractava el tema de la malaltia.

### L'hèroe(1903)
No va ser fins a l'abril de 1903, amb l'estrena de L'hèroe —drama en tres actes— al Teatre Romea, que Santiago Rusiñol va recuperar la confiança dels grups catalanistes. A l'obra, l'artista duu a terme una desmitificació de la guerra amb la pèrdua de les últimes colònies d'Ultramar. Per a l'argument de l'obra es va inspirar en una notícia apareguda en un periòdic mallorquí, en la qual es narrava el patetisme de la situació del soldat que tornava havent perdut els punts de referència moral. Així, l'obra planteja la degradació moral del protagonista, Francesc Garrido, l'heroi nouvingut de la guerra de Cuba, un jove que era honrat i treballador però que a conseqüència del conflicte es convertirà en un cínic i un depravat.
La crítica i el públic, majoritàriament catalanista, va interpretar l'obra com un atac frontal contra el militarisme, al que s'oposaven, i va ser molt aplaudida.
Al seu retorn de París, Rusiñol va ser rebut com el fill pròdig: li van rendir un homenatge al Romea, els exemplars de dues edicions de l'obra es van esgotar ràpidament i el públic catalanista tornava a venerar-lo.

### El pati blau(1903)

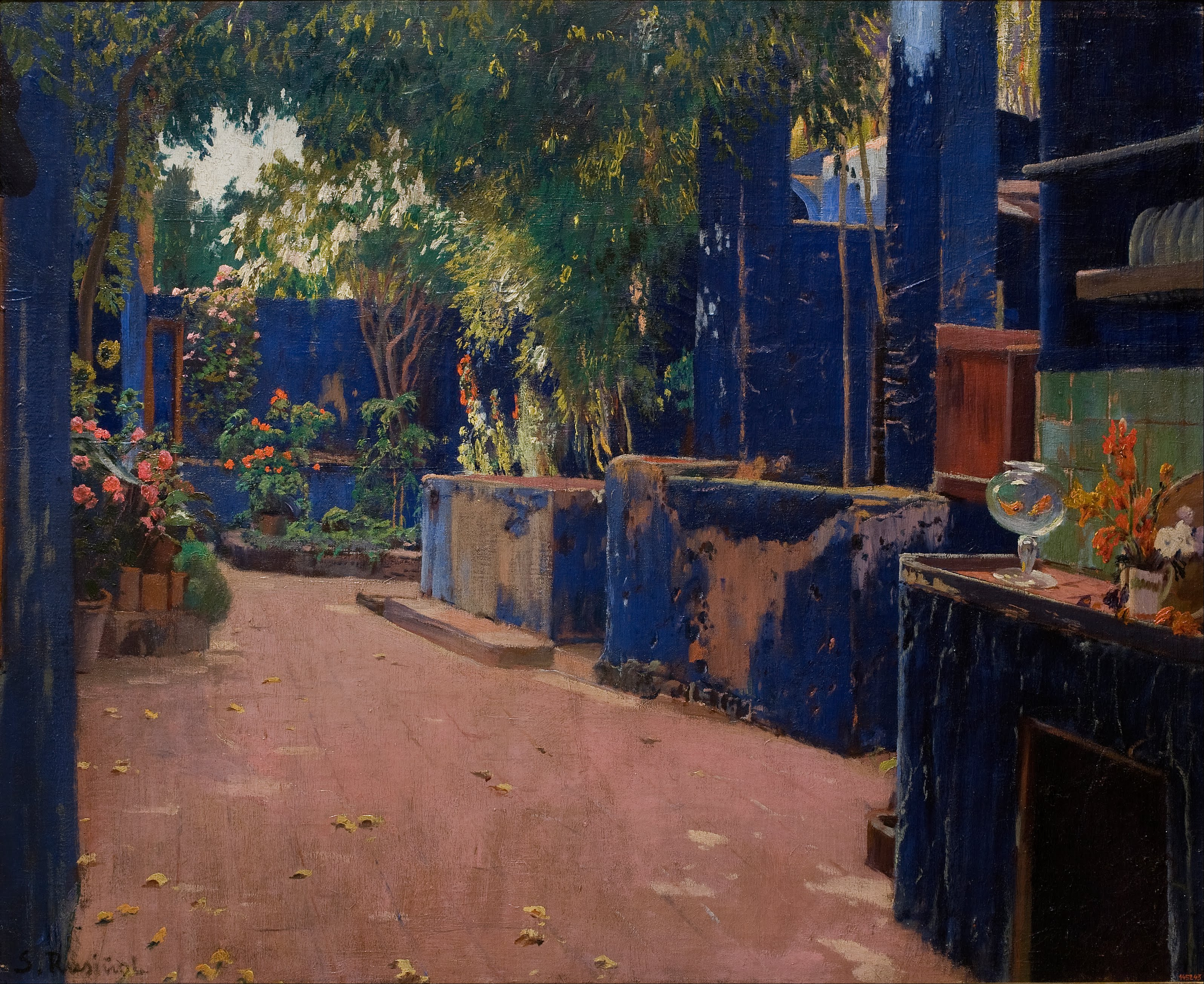
El pati blau d'Arenys de Munt

El drama en dos actes El pati blau es va estrenar el 12 de maig de 1903 al Romea, aprofitant el xivarri generat per L'hèroe. Està basada en un conte de Santiago Rusiñol del mateix títol, que al seu torn fa referència a una de les seves pintures, i en ella l'artista prescindeix de l'humor i dels temes d'actualitat que poguessin provocar una reacció “personal” dels espectadors, i la dota de sentimentalisme per connectar amb el gran públic.
És una tendra història d'amor entre un jove pintor, Jacint, que queda captivat per la llum d'un pati blau i decideix pintar-lo, i Agna-Rosa, jove que viu en una de les cases que donen al pati. La noia està malalta de tuberculosi, moribunda, però Jacint no pot evitar enamorar-se d'ella. La jove i la seva mare reben l'ajuda interessada d'un parent indià que vol quedar-se amb la casa quan Agna-Rosa mori, però el pintor el farà fora en adonar-se de les seves intencions. Per la seva banda, el personatge del metge fa de contrapunt de Jacint, alertant-lo del perill d'enamorar-se de la jove, al primer acte, i al segon quan arremet contra les “vaguetats d'artista” que impedeixen al pintor viure plenament la realitat.
Amb aquesta obra Rusiñol torna de nou al decadentisme de El jardí abandonat i a la seva temàtica d'oposició entre poesia i prosa, la matèria i l'esperit, l'art i la realitat. No obstant això, l'artista en aquesta obra ja no és un ésser superior, perquè la prosa ha vençut el món de l'ideal i la societat acaba destruint l'individu. El decadentisme passa a ser un recurs purament melodramàtic, no simbòlic, i l'ambient maeterlinckià que envoltava a alguns personatges aquí queda substituït pel costumisme. D'aquesta forma connectarà amb el públic i passarà a convertir-se en “autor de moda”.

### El místic(1903)

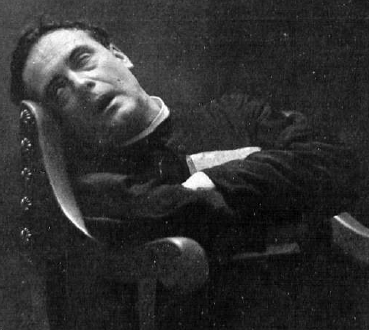
Fotografia d'Enric Borràs interpretant a Mossèn Ramon a El místic (1903)

En aquells moments, la idea d'artista i intel·lectual que s'havia erigit durant el modernisme, amb Santiago Rusiñol com el seu principal representant, estava canviant i s'estava reformulant amb l'ascens d'una nova elit cultural que començava a fer-se sentir amb força. Els nous valors de l'artista passaven a ser l'eficàcia, la perfecció, l'obediència i el rigor. En canvi, Rusiñol considerava tots aquests aspectes com cotilles i limitacions per poder arribar al públic, i malgrat que era lluny de ser l'artista innovador dels seus inicis, continuava defensant els valors de l'artista modernista que sempre havia proclamat: el geni, la independència, l'espontaneïtat, la llibertat i la sinceritat.
Aquests valors de l'artista es veuran reflectits a El místic, drama per antonomàsia de Rusiñol, estrenat el 1903. En aquesta obra porta a l'extrem la seva tendència a retratar a l'escena temes de la més rabiosa actualitat, introduint, si pot ser, la polèmica. En aquestes cas se centra en la tragèdia de l'artista modernista i en la permanent incomprensió que sofreix per part de la societat, relacionant-ho, en aquesta ocasió, amb la mort de Jacint Verdaguer, que s'havia esdevingut un any abans, i que per Rusiñol era l'encarnació del geni que havia sofert la incomprensió de la societat.
El protagonista és Mossèn Ramon, interpretat magistralment per Enric Borràs, primer actor i director del Teatre Romea, que ve a ser l'àlter ego de Jacint Verdaguer. Es tracta d'un poeta que dedica tota la seva vida a exercir la caritat amb els pobres i els més necessitats i, sense voler-ho, entra en tota una xarxa d'interessos que acaba per asfixiar-lo, tal com li va passar a Verdaguer als últims anys de la seva vida. El poeta lluita contra la falsedat de la societat materialista, egoista i grisa i aquesta societat el titlla de boig. Un altre dels protagonistes és Miquel, idealista que també lluita contra la massa, la societat hipòcrita, però que acaba morint defensant la seva causa. Les altres dos protagonistes de la història són Marta, l'enamorada de Miquel, i Francisca, la mare de Mossèn Ramon, i únic personatge que evoluciona al llarg de la història. La resta són personatges clarament estereotipats: la Baronessa, la Presidenta de les Dames, el Poeta catòlic, el Diputat liberal, etc.
L'objectiu de Rusiñol amb l'obra és, per tant, enaltir la figura del poeta Verdaguer com a model d'artista, víctima de la incomprensió i la hipocresia de la societat, i, al mateix temps, la importància de la rebel·lió, la independència de criteri i el dret a la diferència. En definitiva: la llibertat del geni. En aquesta obra ja no hi ha elements humorístics com havia sigut habitual en el teatre de Rusiñol; únicament es fan concessions a la ironia quan aquesta serveix per denunciar la injustícia.

## Darrera etapa: rebuigs i enfrontaments

### Les obres menors
A partir de El místic, Santiago Rusiñol va emprendre el camí sense tornada a la realització d'obres d'entreteniment destinades al gran públic com Els punxasàrries (1904), El bomber (1904), L'escudellòmetro (1905), La nit de l'amor (1905), La lletja (1905) o El bon policia (1905).
Seran peces molt assotades per la crítica, que acusarà a Rusiñol de ser un dels responsables de la decadència en la qual es veu immers el teatre català en crear obres mancades de qualsevol plantejament artístic; un teatre contrari al que els joves noucentistes professionals de la cultura s'esforçaven a imposar. Per a ells, Rusiñol s'havia convertit en emblema de l'obra mal feta, indeliberada i mancada de rigor, i els indignava que l'autor abusés de la seva reputació i mantingués ferma l'arrogància i la independència de l'artista modernista. També criticaven durament a Ramon Franquesa, l'empresari del Teatre Romea, a qui acusaven de donar a Rusiñol un tracte especial i del seu pur interès comercial.
Si Els punxasàrries, El bomber, L'escudellòmetro o El bon policia eren peces còmiques i intranscendents, La nit de l'amor és potser la que podria haver-se salvat de les acusacions, en ser una obra més en la línia del seu gran èxit teatral L'alegria que passa, car en ella tornava a plantejar-se el gran tema de la seva literatura, és a dir, el conflicte entre la poesia i la prosa. No obstant això, les concessions al públic llevaven a l'obra qualsevol tret suggestiu o simbòlic i la convertien en un producte estrany i ambigu. Això es deu bàsicament a la impossibilitat, malgrat els esforços del dramaturg, de mantenir la seva imatge refinada i innovadora, i al mateix temps gaudir del beneplàcit del gran públic.

### La lletja, una obra impopular
Per la seva banda, La lletja només va aconseguir que la crítica es posicionés encara més en contra seu, a més de durar pocs dies en cartellera pels xivarris que es produïen al teatre. En ella Rusiñol tornava a tocar el tema de la marginació com ja havia fet a Llibertat!. La trama gira al voltant de Joana, una jove que sofreix abusos i injustícies per part de la seva família, el seu promès i la societat precisament perquè és poc agraciada. Això farà que la jove tingui un fort ressentiment i odi interior. Per venjar-se es convertirà en activista política agitant l'ànim dels obrers que treballen en l'empresa familiar, animant-los perquè vagin a la vaga i a la revolució. Malgrat tot, en l'últim acte Joana es penedeix i s'immola per evitar el bany de sang. Aquest final va provocar el rebuig del públic, que va veure que els ideals col·lectius i les reivindicacions s'esfumaven amb la mort de la jove.

### Mercat madrileny
Mentre, en paral·lel a les estrenes a la capital catalana, Rusiñol també s'havia introduït a l'escena madrilenya, amb la traducció d'algunes de les seves obres principals al castellà per part de Gregorio Martínez Sierra. L'estrena de El místic el 1905 va tenir un gran èxit. No obstant això, la seva acceptació per part de la intel·lectualitat madrilenya va sofrir un procés paral·lel al català: primer exaltació, després recel i finalment rebuig, probablement per qüestions polítiques, ja que Rusiñol s'havia manifestat a favor de la campanya catalanista del moviment  Solidaritat Catalana. Així, l'obra La mare, que s'havia estrenat el 1907 amb gran èxit al Teatre Romea, estant diversos mesos en cartellera, comptant amb els millors actors i actrius de la companyia, a Madrid va fracassar estrepitosament i Rusiñol la va retirar del Teatre Princesa, arran de la poca afluència d'espectadors a causa de la campanya de desprestigi llençada des de la premsa de la capital.

### XarauversusXènius

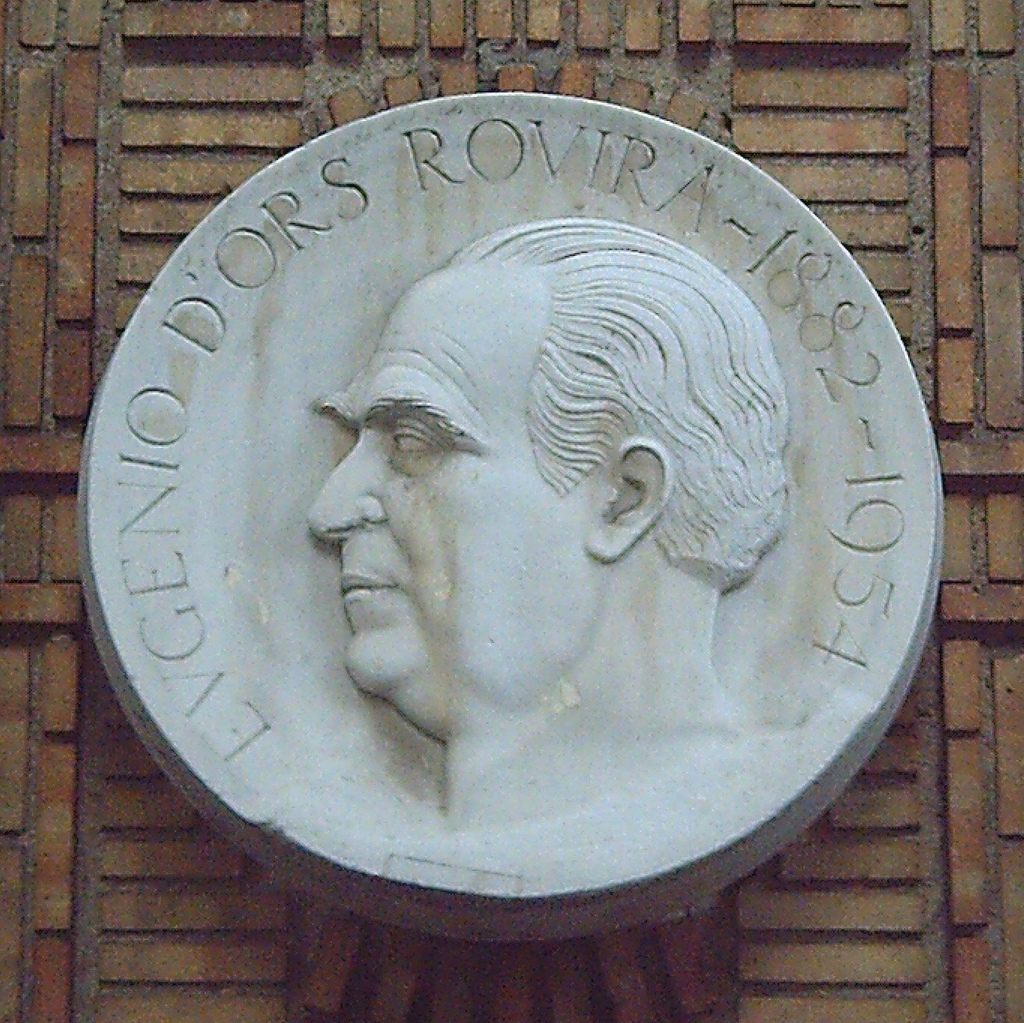
Medalló de Frederic Marès, retratant a Eugeni d'Ors.

Malgrat que les crítiques cap a Rusiñol des de Madrid van provocar que sortissin veus en la seva defensa des de Catalunya, la nova classe cultural ascendent del Noucentisme, que buscava una regeneració artística, rebutjava cada vegada amb més força el seu teatre. El líder del moviment, Eugeni d'Ors, el 1906 va inaugurar el seu Glosari a La Veu de Catalunya, on signava com a Xènius, i on comentava diverses qüestions d'actualitat i difonia el seu ideari de renovació.
En aquestes glosses acusava el teatre com un gènere menor i infantil, i a Santiago Rusiñol de ser un autor del passat que impedia la modernització de l'escena catalana. Enfront d'aquests atacs que volien condemnar-lo a l'ostracisme, Rusiñol, que comptava ja 47 anys, es va inventar una màscara. Va adoptar el pseudònim de Xarau, amb el qual va començar a signar a L'Esquella de la Torratxa uns glossaris tan aferrissats com els de Xènius, en els quals parodiava les glosses doctrinàries del líder del noucentisme. Darrere d'aquest personatge i de les seves reflexions “políticament incorrectes” sobre l'art, la cultura i el món modern en general, s'amagaria Rusiñol durant gairebé vint anys (1907-1925), en els quals arribaria a publicar gairebé nou-centes glosses fins a la caiguda del moviment que havia tractat de destruir-lo.
Enfront del teatre seriós i transcendental que reivindicava el nou moviment intel·lectual, l'àlter ego de Rusiñol, Xarau, defensava l'enginy, l'alegria, la ironia, la farsa, la broma i el bon humor. Per a ell la crisi del teatre calia buscar-la a l'escàs bagatge cultural del poble, que cada vegada acudia menys a les sales, ja que amb les “tesis” i la “serietat” de les obres que es defensaven, es decantava per altres alternatives més divertides d'oci, com l'esport, el cinema i els teatres del Paral·lel. La superació de la crisi passava, per tant, per educar al públic, la deficiència cultural del qual es feia palesa en el fet que no es demandessin artistes, escriptors, autors dramàtics i teatres, prova irrefutable de normalitat cultural d'un poble. Aquesta regeneració del públic i superació de la crisi no depenia únicament de la tornada al teatre en vers i la depuració del gènere menyspreant les altres tradicions dramàtiques, com advocaven els noucentistes, sinó de la coexistència de totes. Amb això, Santiago Rusiñol reivindicava el teatre que ell realitzava, de caràcter més comercial i de diversió, el monopoli de la qual en aquests moments estava en mans dels espectacles en castellà de les sales del Paral·lel. Aquesta reflexió del teatre la recolliria al text El teatre per dins(1910).
Amb l'estrena de La intel·lectual el gener de 1909, la campanya antirusiñoliana es va fer més crua, considerant l'obra com primitiva i inacceptable. La peça, que seguia la mateixa línia que el monòleg La feminista (1903), tenia la missió de denunciar la hipocresia i falsedat de determinats comportaments humans a través de la ridiculització de la protagonista, una dona amb pretensions d'intel·lectual. L'obra es va llegir com una crítica contra el discurs culturalista del noucentisme, masclista i de mal gust.
Rusiñol, decidit a treure de la crisi a l'escena catalana a través del riure, va optar de manera pràcticament exclusiva per la farsa, el sainet i les obres satíriques. En els anys que van de 1914 a 1917 va estrenar El triomf de la carn, L'homenatge, La lepra, L'envelat de baix, El senyor Josep mancada la dona i La dona del senyor Josep falta a l'home i A ca l'antiquari, entre altres espectacles, buscant atreure el gran públic, ja que era l'única manera d'assegurar la pervivència d'un teatre català professional.
No obstant això, el gran èxit que consagraria a Santiago Rusiñol en un mite li va venir el 1917, amb l'estrena de L'auca del senyor Esteve.

## L'Auca del senyor Esteve

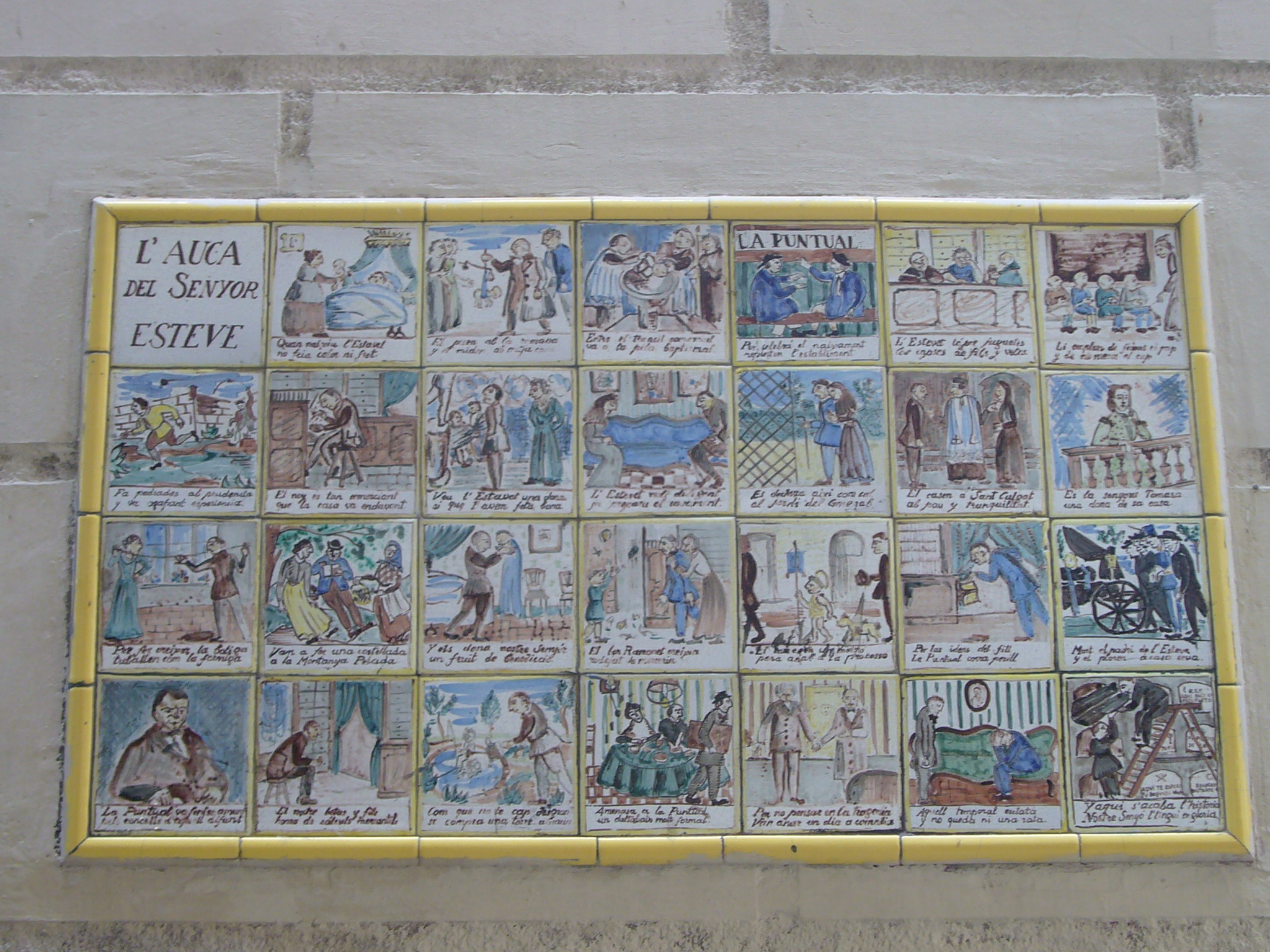
Taulells de L'Auca del Senyor Esteve de Santiago Rusiñol al carrer Petrixol (Barcelona)

L'auca del senyor Esteve, comèdia en cinc actes i deu quadres i obra mestra de Rusiñol, és l'adaptació teatral d'una novel·la del mateix títol publicada el 1907 amb il·lustracions de Ramon Casas i versos rimats de Gabriel Alomar. Rusiñol va haver d'esperar fins a l'any 1917 perquè l'espectacle pogués veure la llum en l'escena, car prèviament havia estat rebutjat pel Sindicat d'Autors Dramàtics Catalans per problemes de pressupost.
Es va estrenar al Teatre Victòria del Paral·lel de Barcelona amb actors de la talla de Margarida Xirgu, Emili Vendrell, Marcos Rodó, etc. L'escenografia anà a càrrec dels tres escenògrafs més coneguts en aquell moment: Oleguer Junyent (el barri de Santa Maria i l'alcova on es produeix l'escena de la guardiola), Maurici Vilomara i Virgili (el Jardí del General i l'interior de “La puntual”) i Salvador Alarma (la muntanya Pelada i l'interior de la fonda on se celebra el banquet de noces). El vestuari també el va crear Oleguer Junyent i els figurins que va dissenyar van ser exhibits a les Galeries Laietanes.
L'argument gira al voltant del senyor Esteve, propietari del pròsper negoci familiar, la fàbrica "La Puntual". Tot transcorre amb normalitat fins que el seu fill Ramonet, relleu generacional, es nega a continuar amb l'empresa perquè vol ser artista. Esteve es convertirà en arquetip de la petita burgesia barcelonina —avui dia fins i tot s'utilitza l'expressió “és un senyor Esteve” per referir-se a algú que és gris, pragmàtic, materialista, prosaic, gasiu, calculador i conservador.
L'Auca va suposar el colofó del gran tema de la seva obra dramàtica i de la seva pròpia biografia: la relació de l'artista amb la burgesia, la seva manera diferent d'entendre el món, de pensar i d'actuar. És un monument a la Barcelona vuitcentista amb el qual Rusiñol retrata la ciutat de la seva infància i joventut, així com les relacions amb el seu avi, Jaume Rusiñol, en qui estaria inspirat l'arquetípic senyor Esteve.
L'obra va tenir un èxit rotund, tant de crítica com de públic heterogeni que es reconeixia en els personatges o identificava als seus avantpassats immediats, al mateix temps que gaudia d'una Barcelona mitificada que encara conservava en la memòria i que anava desapareixent. Amb ella Rusiñol va recuperar la seva posició com a referent de l'escena catalana després dels anys de marginació a la qual l'havia sotmès el noucentisme, que s'enfonsaria definitivament amb el cop d'estat de Primo de Rivera, i a més es va convertir en un mite en el qual ja no van quedar clares les fronteres entre realitat i ficció.

### Versions deL'Auca
Posteriorment s'han dut a terme altres versions de L'auca. Destaquen les adaptacions cinematogràfiques de la peça, com la versió muda de Lluc Argilés, el 1923, adaptada per Adrià Gual i amb Enric Borràs i Oriol com a actor principal, i la versió sonora d'Edgar Neville, el 1947, en castellà. En l'escena destaquen les reposicions del Romea, de la temporada de 1966/67, dirigida per Ricard Salvat, o la versió de Pere Planella (1948), que va tancar la temporada del Festival Grec de 1984 amb un muntatge espectacular. Però per sobre de totes, destaca la versió que va realitzar el 1997 Adolfo Marsillach inaugurant amb ella la Sala Gran del Teatre Nacional de Catalunya amb un repartiment de luxe que va comptar amb Francesc Corella, Mónica López, Jordi Banacolocha, Imma Colomer, Marta Calvó, etc. La reposició més actual és la de l'any 2010 alTeatre Nacional muntada per Carmen Portaceli, que ambienta l'obra en ple franquisme.
El 10 de gener de 1926 es va celebrar a Sitges un homenatge a Rusiñol per tota la seva trajectòria, així com per la seva personalitat única, que el va mantenir sempre al marge d'escoles sense perdre mai el favor del gran públic. A partir d'aquest moment i fins a la seva mort a Aranjuez el 1931, els actes consagrats a la seva persona no van deixar de celebrar-se. El 1947 es van editar les  Obres completes. Després de la seva defunció la popularitat de Rusiñol es va mantenir viva. Les seves obres dramàtiques es van reeditant, fins i tot durant el franquisme, i continuen formant part del repertori dels teatres amb reposicions freqüents dels seus títols més emblemàtics.

## Relació d'obres teatrals
- L'home de l'orgue. Monòleg (1890)
- El sarau de llotja. Monòleg (1891)
- L'alegria que passa. Quadre líric en un acte (1898)
- El jardí abandonat. Quadre poemàtic en un acte. Decorat amb música de Joan Gai (1900)
- Llibertat!. Comèdia en tres actes (1901)
- Els Jocs Florals de Canprosa (1902)
- El malalt crònic. Comèdia en un acte (1902)
- El poble gris (1903)
- L'Hèroe. Drama en tres actes (1903)
- El pati blau. Idil·li dramàtic en dos actes (1903)
- Feminista. Monòleg (1903)
- El sarau de Llotja. Monòleg (1903)
- El bon caçador. Monòleg (1903)
- El prestidigitador. Monòleg (1903)
- El místic. Drama en quatre actes (1904)
- El bomber (1904)
- El punxasàrries. Sainet en un acte (1904)
- La nit de l'amor (1905)
- La lletja. Obra en tres actes (1905)
- L'escudellòmetre. Monòleg (1905)
- El bon policia. Obra còmica en dos actes i cinc quadres (1905)
- Els planys de Joan Garí (1906)
- En “Barba-Blava”. Monòleg (1906)
- La cançó de sempre. Diàleg dramàtic (1906)
- La bona gent. Obra en quatre actes (1906)
- L'home de sa casa (1906)
- Cigales i formigues. Quadre líric en un acte (1907)
- El “Berenar” fraternal CURSIU. Obra en un acte (1907)
- La primera carta. Monòleg (1907)
- La mare. Obra en quatre actes (1907)
- Els savis de Vilatrista. Obra en tres actes. Escrita en col·laboració amb Gregorio Martínez Sierra (1907)
- La llei de l'herència. Farsa en tres actes (1908)
- Aucells de pas. Drama en tres actes. Escrita en col·laboració amb Gregorio Martínez Sierra (1908)
- L'hereu escampa (1908)
- La intel·lectual. Comèdia en tres actes (1909)
- Un bon home. Monòleg (1909)
- El redemptor (1910)
- Dol d'alleujo. Farsa en un acte (1910)
- Cors de dona. Drama en tres actes. Escrita en col·laboració amb Gregorio Martínez Sierra (1910)
- El titella pròdig. Comèdia d'en un acte i quatre quadres (1911)
- El daltabaix. Comèdia en quatre actes, adaptada per Santiago Rusiñol a partir de l'original de G. de Laferrère, “Les del barranc” (1911)
- El despatriat. Comèdia en tres actes (1912)
- El pintor de miracles. Sainet en un acte (1912)
- El triomf de la carn. Quadre de costums vegetarians (1912)
- La Verge del Mar. Quadre poemàtic en un acte (1912)
- L'envelat de baix. Sainet en un acte (1914)
- L'homenatge. Sainet en un acte (1914)
- La lepra. Sainet en un acte (1914)
- L'arma. Obra guinyolesca en un acte dividit en dos quadres. Escrita conjuntament amb Josep Burges (1914)
- El senyor Josep falta a la dona [Signada amb el pseudònim de Jordi de Peracamps] (1915)
- La dona falta al senyor Josep [Signada amb el pseudònim de Jordi de Peracamps](1915)
- El pobre vidu. Farsa en tres actes (1916)
- Els nàufregs. Drama en tres actes (1917)
- A ca l'antiquari. Sainet en un acte (1917)
- Gente bien. Sainet en un acte (1917) - obra bilingüe en català i castellà.
- L'auca del Senyor Esteve. Comèdia en cinc actes i deu quadres (1917)
- En Josepet de Sant Celoni. Comèdia picaresca en cinc actes i deu quadres. Escrita en col·laboració amb Rodríguez-Grahit (1918)
- L'acaparador. Peça satírica en un acte (1918)
- La casa de l'art. Peça en un acte (1918)
- “Souper-tango”. Obra satírica en un acte (1918)
- Bataneros en comandita. Sainet de costums financers en un acte (1918)
- El català de La Manxa. Tragicomèdia amb quatre actes i vuit Quadres (1919)
- La minyona suïcida. Monòleg (1920)
- Chauffeur… al Palace! (1924)
- Tenoriades. Obra en un acte (1924)
- El casament de conveniència. Comèdia en tres actes (1925)
- Els dues filles. Comèdia en un acte (1928)
- Els analfabets. Comèdia en dos actes i tres quadres (1928)
- Miss Barceloneta. Comèdia en tres actes (1930)
- Graziela. Comèdia dramàtica. Escrita conjuntament amb Josep Burges (1936)
- Tots els monòlegs. Edició publicada per Adesiara editorial, Martorell, 2011.